# Сенат
Вижте пояснителната страница за други значения на Сенат.
Сенат (лат. senatus, от senex – Съвет на старейшините) е един от висшите държавни органи в древен Рим.
Нито един законопроект не постъпвал за разглеждане в Народното събрание, ако преди това не е бил обсъден от Сената. Но дори закон, приет от народното събрание, влизал в сила, само след одобряването му от Сената. Така Сенатът се явявал контролиращ по отношение на Народното събрание и водел дейността му в исканото от него направление.
Избраните магистрати също се отчитали за дейността си на Сената и по този начин също са зависими от него.

## Развитие
Сенатът възниква от Съвета на старейшините на патрицианските родове в края на царската епоха (ок. VI в. пр. Хр.).
С установяването на Римската република, заедно с магистратите и Народното събрание (Комициите) става съществен елемент в обществения живот. В състава на Сената влизали бивши магистрати и в него се концентрирали политическата сила и държавният опит на Рим. Сенатът можел да се свиква само от висшите магистрати – диктатор, консули, претори.
Членовете на Сената се делили по рангове според длъжностите, които са заемали преди това (консул, претор, едил, трибун, квестор). По време на дискусии, сенаторите получавали думата в съответствие с този ранг. Начело на Сената стоял принцепс (princeps senatus-при Август този принцип означавал правото на императора пръв да говори в Сената)
В републиканската епоха, в хода на съсловните борби на плебеите и патрициите (V-III в. пр. Хр.), властта на Сената била донякъде ограничена в полза на Комициите (Народното събрание).
През III-I в. пр. Хр. Сенатът предварително разглеждал законопроекти, предлагани за гласуване в комиция. На него принадлежало висшето ръководство на военните дела, външната политика, финансите и държавното имущество, надзор над религиозните култове, правото да обявят извънредно положение и др. Сенатът утвърждавал закони и резултатите от изборите, контролирал дейността на магистратите. Под този образ, сенатът фактически осъществявал държавното управление.
Постановленията на сената – сенатус консултум (s. c., senatus consulta) имали силата на закон, също както и постановленията на Народното събрание и събранието на плебеите – плебисцита.
В императорската епоха властта на Сената все повече била ограничавана и се състредоточила в ръцете на императора, въпреки че формално той продължил да се счита за едно от най-висшите държавни учреждения. В действителност Сенатът се превърнал в събрание на представителите на знатните семейства, без да има особено политическо влияние. Постановленията на Сената продължили да имат силата на закон, но се приемали обикновено по инициатива на императора. Като се започне от Октавиан Август, императорът на Рим носил титула „принцепс“ – т.е. „пръв от сенаторите“.
Броят на сенаторите неведнъж се променял:
- първоначално – 100 души
- по време на ранната република (до 88 г. пр. Хр.) – 300 души
- управление на Сула – 600 души
- управление на Юлий Цезар – 900 души
- управление на Октавиан Август – отново 600 души
- в периода на късната античност (домината) – 2000 души.

Първоначално в Сената влизали само членове на изконно римски фамилии, но от I в. пр. Хр. това право получили и италийците, а във времето на империята – даже и знатни провинциалисти.
При Диоклециан (края на III в. сл. Хр.) Сенатът бил превърнат в градски съвет на Рим, а при Константин Велики (IV в. сл. Хр.) бил учреден Сенат в Константинопол, равен по права със Сената в Рим.